# 石舫

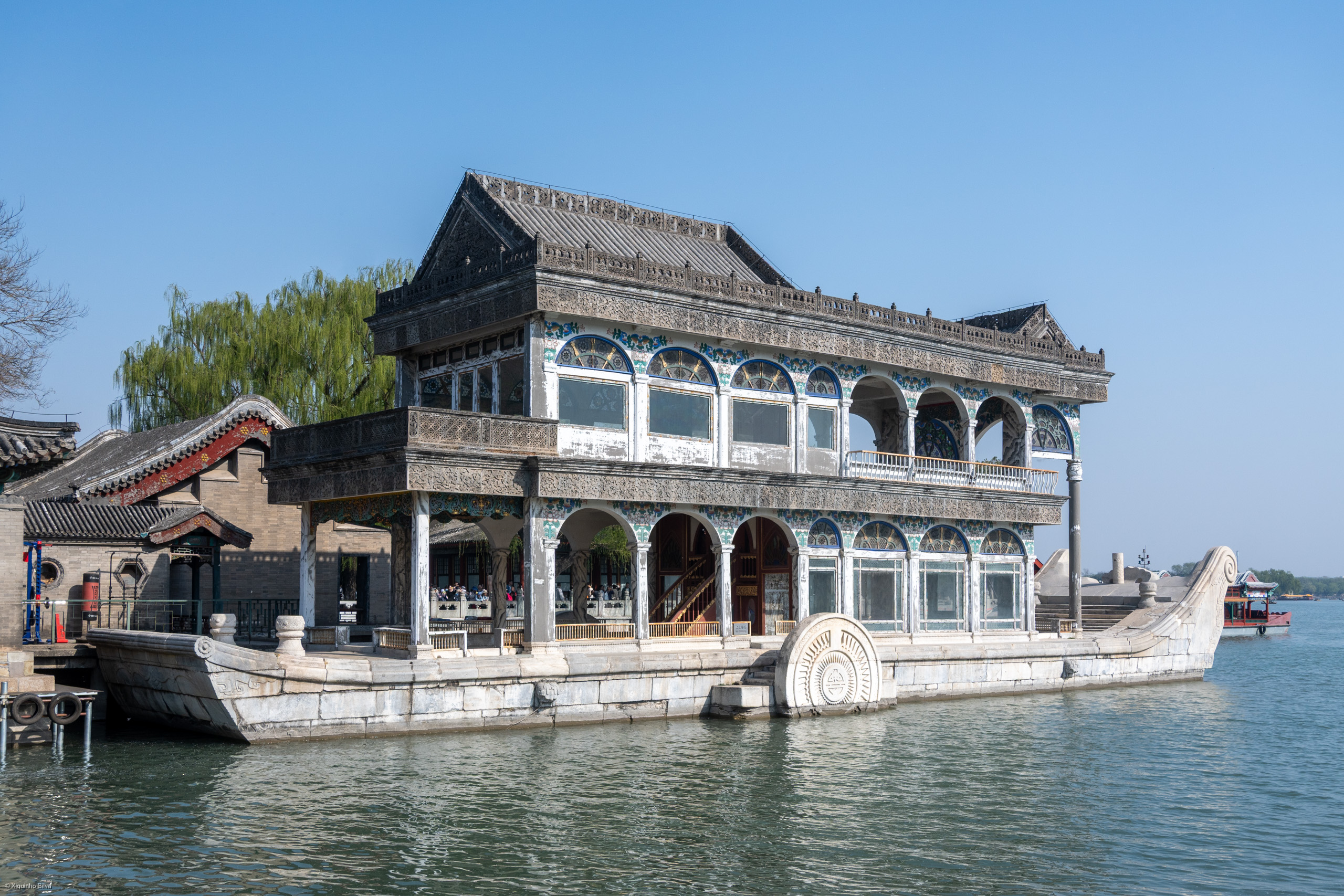
颐和园清晏舫

石舫又称石船、旱船或不系舟，是東亞古典園林中模仿画舫的装饰性建筑。一般位于人工湖近岸的水中，下部为半浸于水下并固定的石制船身，上部有木结构的舱楼。

## 作用和意义
从装饰上说，石舫在园林中引入了船的形象，又无船的晃荡不安感。
中国古代君与民的关系常用舟与水的关系来比喻。“君者，舟也；庶人者，水也。水则载舟，水则覆舟”（《荀子》）。乾隆皇帝就颐和园内的石舫有一首《咏石舫》诗：“雪棹烟篷何碍冻，春风秋月不惊涛。载舟昔喻有深慎，磐石因思永奠安。”，用不沉的石舫象征国家政治安定，寄望统治稳固。
但民間流傳皇帝不服「水能載舟，亦能覆舟」的道理，為了象徵國家（船）不會因人民（水）覆亡而下令興建永不沉沒的石船。

## 著名石舫
- 北京大学未名湖中的残余石舫。
- 颐和园内的清晏舫。
- 苏州怡园中的画舫斋、白石精舍（全为白石雕成）。
- 苏州拙政园中的“香洲”。
- 苏州狮子林内的石舫。
- 扬州瘦西湖园林中的南漪石舫。
- 南京煦园中的石舫不系舟（明代遗物）。
- 香港新界沙田畫舫水中天。
- 日本兵庫縣神戶市相樂園的船屋形。
- 日本香川縣西光寺內的船屋形茶室。

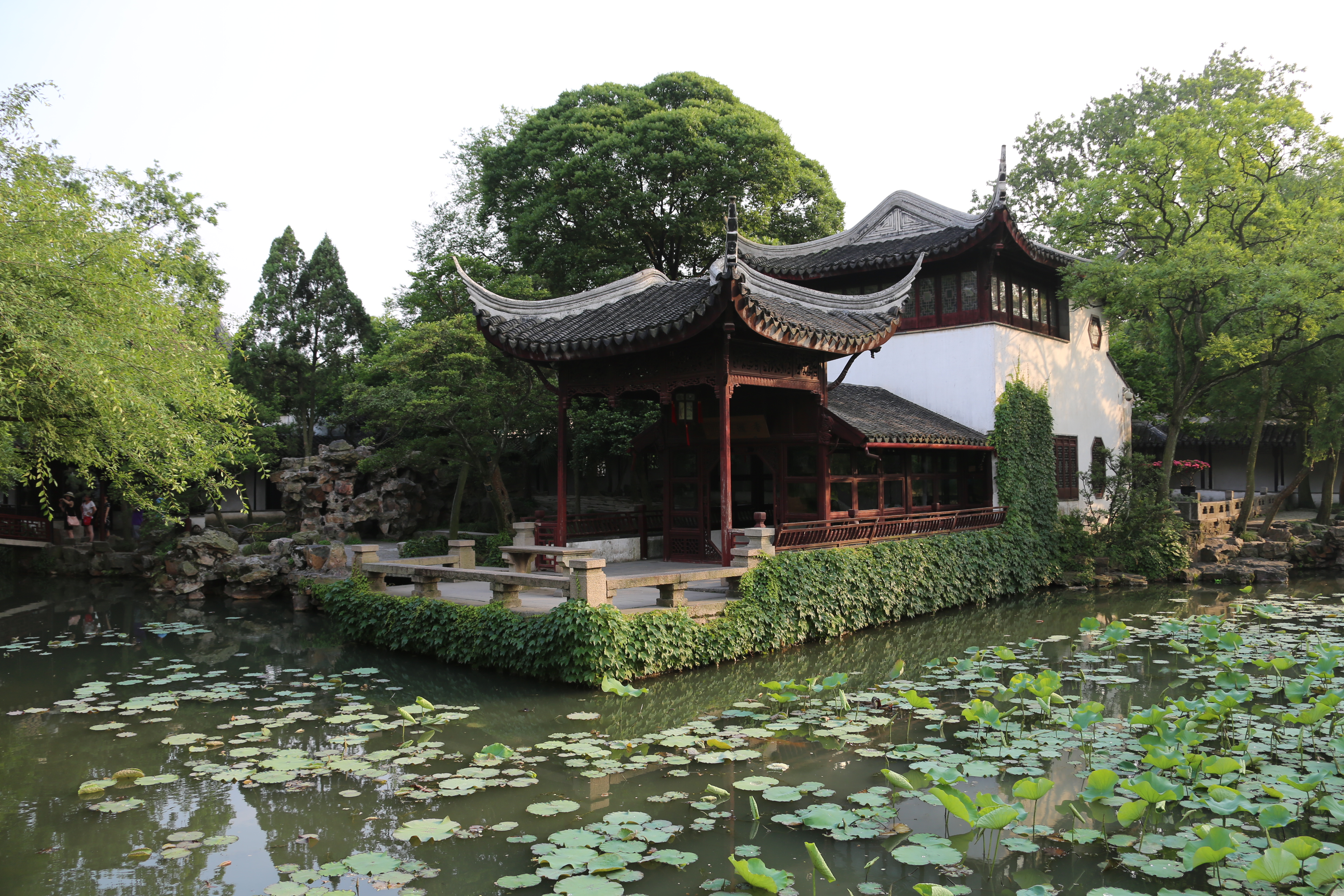
苏州拙政园中的“香洲”
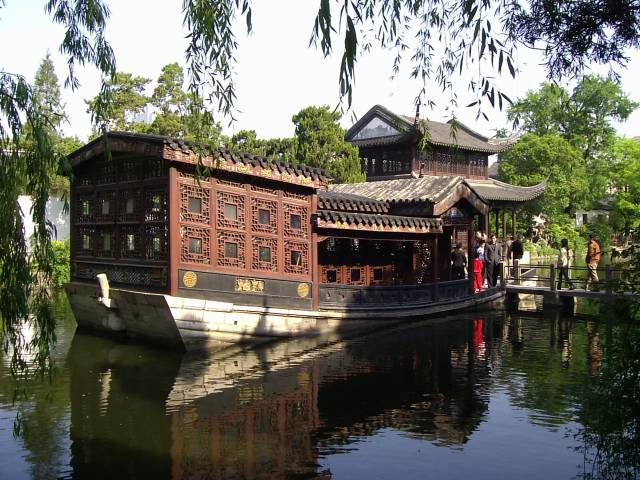
南京煦园中的石舫不系舟
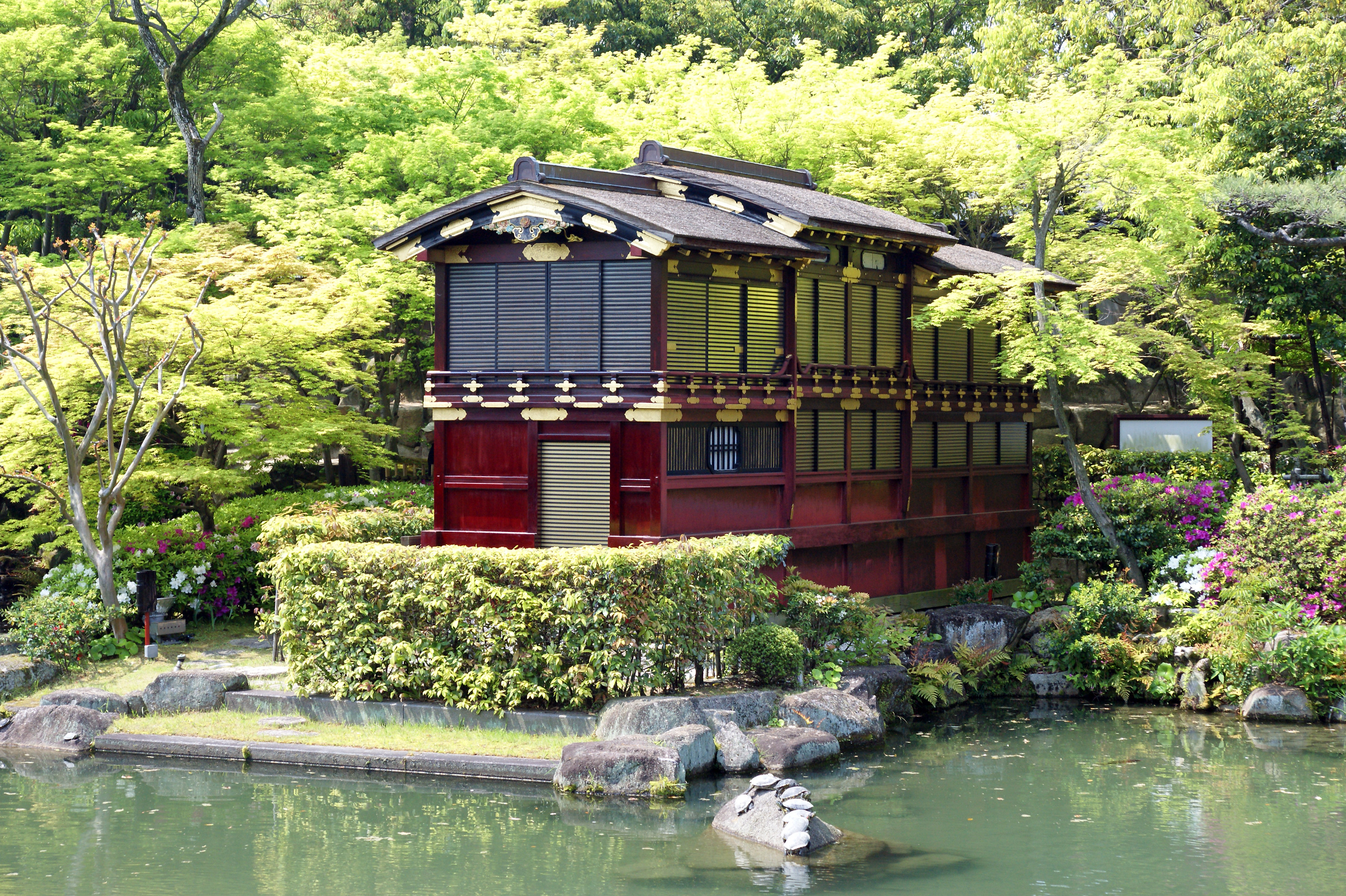
日本兵庫縣神戶市相樂園的船屋形